# Llibre de meravelles (Vicent Andrés Estellés)
Pour les articles homonymes, voir Llibre de meravelles.
Llibre de meravelles (« Livre de[s] Merveilles ») est un recueil de poèmes de l'écrivain valencien Vicent Andrés Estellés. Écrit entre 1956 et 1958 et publié pour la première fois en 1971,  ce « chant à Valence » constitue son œuvre la plus célèbre et est l'une des plus emblématiques de la poésie valencienne.
Le livre décrit une vision poétisée, à la fois réelle et merveilleuse du Pays valencien, dans la période entre la guerre et l’après-guerre,.
Le titre reprend celui du roman de Raymond Lulle, Fèlix o Llibre de meravelles (ca),.

## Composition
Llibre de meravelles se compose de 9 sections clairement organisées en trois parties : la première, « Teoria i pràctica de la Flor Natural » (« Théorie et pratique de la Fleur naturelle »), faisant office de prologue, 7 sections centrales numérotées et la dernière, « propietats de la pena » (« propriétés de la peine ») constituant une sorte d'épilogue,.
Dans la première section, le poète s’identifie à ceux qui partagent avec lui certains modes de vie. Ils sont les siens et lui servent d’ancrage vital. Partant de là, il entreprend de réaliser son propre itinéraire vital qui, comme le jeune et inexpérimenté Fèlix de Lulle, l'instruira sur les « merveilles » du monde, dans son cas celui de la Valence d'après-guerre civile.
La partie centrale est basée sur des épisodes et des anecdotes qui se déroulent entre l'âge de 12 ans (l'époque où commence la guerre civile) et celle où l'auteur est trentenaire (l'époque du mariage et de la responsabilité d'une famille). Il s'agit donc du livre d'après-guerre par excellence d'Estellés. Il fait partie des quatres textes composant les Manuscrits de Burjassot, qui reconstituent l'atmosphère de l'époque.
Dans la dernière partie du livre, le poète, marié et responsable d'une famille, trouve son destin. Sa responsabilité ne s’épuise cependant pas dans la vie familiale, mais s’étend même au-delà dans toute la communauté qui l'entoure.

## Interprétation
Chez Estellés, l’évolution du discours civique permet de retracer le processus de formation de l’idée de patrie comme l’un des nœuds centraux de la volonté testimoniale du texte. L’intention d’être gardien des évènements de sa communauté et de son territoire transmet la voix du peuple en tant que sujet réduit au silence et constitue par conséquent non seulement un moyen d’expression mais aussi une pratique politique d’énonciation. Le poète exprime le visage invisible de tout un contexte historique via la construction d’une poésie qui pose les bases de l’artefact culturel et politique de la véritable patrie, et en créant un discours, il crée une littérature, comme axe de vertébration politique du territoire en marge des évènements politiques et sociaux : inventorier, sauver, récupérer, refaire, faire revenir les choses ou les noms des choses, l'histoire collective et l'histoire personnelle, les renoncements, les humiliations et les espérances. Avec Llibre de meravelles, comme plus tard avec le monumental Mural del País Valencià, Estellés assume définitivement son statut de personne civique, de poète lié nécessairement à une communauté qui doit être reconstruite, dotée de joie et d'espoir et même mythifiée.
Llibre de meravelles constitue une expression biographique simultanément personnelle et collective de l’antifranquisme, une représentation de la mémoire collective, ou, dans la relation à l’espace, de la ville comme construction sociale, formée de lieux de mémoire historique, dans la terminologie de Pierre Nora.  L'œuvre reflète les conversations clandestines entre femmes, au bal de la foire du Pla del Remei (es), sur la « mort invaincue » (invicta mort) de ceux qui ont péri à Bétera, à Porta Cœli, El Puig, El Saler (en) ou Paterna, et des personnes incarcérées dans la prison Modelo,. Comme le revendique Estellés,  c'est un chant à la «trista, trista València, quina amarga postguerra» (« triste, triste Valence, quelle amère après-guerre »), :
« Pense que ha arribat l’hora del teu cant a València.

Temies el moment. Confessa-t’ho: temies.

Temies el moment del teu cant a València.

La volies cantar sense solemnitat, [...]

La volies cantar d’una manera humil, [...]

I el tema de València tornava, i se n’anava

entre les teues coses, entre les teues síl·labes,

aquells moments d’amor i aquells moments de pena,

tota la teua vida – sinó tota la vida,

allò que tu saps de fonamental en ella -

anava per València, pels carrers de València.

Modestament diries el nom d’algun carrer,

Pelayo, Gil i Morte... Amb quina intensitat

els dius, els anomenes, els escrius! Un poc més,

i ja tindries tota València. Per a tu,

València és molt poc més. Tan íntima i calenta,

tan crescuda i dolguda, i estimada també! »
« Je pense que le moment est venu l'heure de ton de chant à Valence.

Tu avais peur du moment.

Avoue-le : Tu avais peur.

Tu avais peur du moment de ton chant à Valence.

Tu voulais la chanter sans solennité, [...]

Tu voulais la chanter d'une manière humble, [...]

Et le thème de Valence revenait, et il s'en allait

parmi tes choses, parmi tes syllabes,

ces moments d'amour et ces moments de peine,

toute ta vie - ou plutôt toute la vie,

ce que tu sais de fondamental en elle -

marchait dans Valence, dans les rues de Valence.

Modestement tu dirais le nom d'une rue,

Pelayo, Gil i Morte... Avec quelle intensité

tu les dis, tu les nommes, les écris ! Un peu plus,

et tu aurais toute Valence. Pour toi,

Valence n'est guère plus. Si intime et chaleureuse,

si grande et douloureuse, et aimée aussi ! »
Un « chant à Valence » qui est une poétique de l’espace, qui a la conscience de partager des espaces et des symboles dans l’imagination de la ville, une relation dialectique entre les versants public et privé des espaces urbains, qui se superposent constamment. Estellés entend dépeindre les environnements, esquisser des personnages et des situations, décrire les recoins et des itinéraires, la Valence la plus cartographique mêlée aux lieux de rencontre fréquentés par les gens humbles de l'après-guerre, :
« Els carrers que creuava una lenta parella,

els llargs itineraris d’aquells dies sense un

cèntim a la butxaca, algun antic café,

aquella lleteria de Sant Vicent de fora... [...]

Ah, València, València! Podria dir ben bé:

Ah, tu, València meua! Perquè evoque la meua

València. O evoque la València de tots,

de tots els vius i els morts, de tots els valencians? »
« Les rues que traversait un couple lent,
les longs itinéraires de ces jours sans un
centime en poche, un vieux café,
cette laiterie de Saint Vincent de dehors... [...]
Ah, Valence, Valence ! Je pourrais plutôt dire :
Ah, toi, ma Valence ! Pour que cela évoque ma
Valence. Ou que cela évoque la Valence de tous,
de tous les vivants et tous les morts, de tous les Valenciens ? »
Si l’allégeance urbaine est un mécanisme de socialisation essentiel dans les sociétés aux références nationalitaires opprimées, Estellés, dans Llibre de meravelles invente la Valence civile, incarnée dans l'Horta, les rues et des recoins vécus : l'Albereda ; les «trompetes del jazz, el carrer de Russafa / tan divers dels neons en els establiments»( « trompettes du jazz, la rue de Russafa / si différentes des néons dans les établissements ») ; rue de Samaniego «aquell taller d’orfebre / on fores aprenent per ser alguna cosa» (« cet atelier d'orfèvre / où tu fus apprentis pour être quelque chose » ; les billards de Colomb (es) ; les arènes ; les tramways jaunes ; les cinémas Metropol, Tyris et Goya ; la clandestinité d'homosexuels et de prostituées aux Jardins de Serrans ; les prostituées fumeuses de la rue Ribot. Prosaïsme, énumérations, accumulations de références, juxtaposition, polysyndéton, disparité d’associations apparemment sans lien, registre familier, un discours qui transmet le chaos qu’il veut transcrire : celui d’une époque de misère et de souffrance.
Dans la tonalité de la couleur grise qui domine l’époque — gris du ciment, gris de la police et de la répression, gris du quotidien, des routes et des bâtiments — , que l'on retrouve dans le poème «Gris» d'Emili Boïls (Valence, 1936), l'un des fondateurs de la librairie Can Boïls, la première librairie spécialisée en littérature catalane à Valence, ou dans le témoignage de Josep Piera  des années plus tard — «vivíem el món en gris franquista» (« nous vivions le monde en gris franquiste ») —, les espaces où Estellés situe les scènes d'amour de Llibre de meravelles sont inhabituellement atones et désidéalisés : un cinéma de quartier, les rambardes du fleuve ou de la gare ferroviaire, la terrasse d'un appartement de banlieue, les rues de la Valence d'après-guerre un dimanche après-midi.

## Éditions
Llibre de meravelles est publié pour la première fois en 1971 par la maison d'édition L'Estel (ca), basée à Valence, dans une édition réalisée par le philologue Manuel Sanchis Guarner.
Il a depuis fait l'objet de nombreuses rééditions.